# Macrocarpaea lenae
Macrocarpaea lenae är en gentianaväxtart som beskrevs av Jason Randall Grant. Macrocarpaea lenae ingår i släktet Macrocarpaea och familjen gentianaväxter. Inga underarter finns listade i Catalogue of Life.